# Hypereteone foliosa
Hypereteone foliosa är en ringmaskart som först beskrevs av Jean Louis Armand de Quatrefages de Bréau 1865.  Hypereteone foliosa ingår i släktet Hypereteone och familjen Phyllodocidae. Inga underarter finns listade i Catalogue of Life.